# Nkinto
Nkinto ist ein ländlicher Verwaltungsbezirk (englisch Ward) des Distrikts Mkalama in der tansanischen Region Singida.

## Geografie
Nkinto ist ein Bezirk im nördlichen Zentralteil von Tansania etwa 70 Kilometer Luftlinie nördlich der Regionshauptstadt Singida. Bei der Volkszählung 2022 lebten 15.012 Menschen in 2809 Haushalten auf einer Fläche von 167 Quadratkilometern.
Der Bezirk grenzt an sechs Bezirke des Distrikts Mkalama:
|         | Matongo                                     | Mwangeza |
| Ibaga   | Kompassrose, die auf Nachbargemeinden zeigt |          |
| Miganga | Nkalakala                                   | Mwanga   |

## Gliederung
Der Bezirk besteht aus fünf Gemeinden (swahili Mtaa) mit 22 Orten (Kitongoji):
| Nkinto - Makulo - Ikuluhi - Migunga - Kinyanjungu | Mntamba - Dareda - Kirumbe - Kagera - Mwangaza - Kilaya | Kinyambuli - Dodoma A - Dodoma B - Maendeleo - Mbelele - Songambele | Mazangili - Mazangili - Tundusi - Munguli - Mkenka | Makulo - Mkulo - Mgembe - Miula - Mulumba |

## Infrastruktur
- Bildung: Die Nkinto Secondary School ist eine staatliche weiterführende Schule mit einer Ausbildung für Tagesschüler bis zur 4. Stufe.[7]
- Gesundheit: In den Gemeinden Nkinto[8] und Kinyambuli[9] liegt je eine staatliche Apotheke.